# Георгіївська церква (Гребінка)
Георгіївська церква — храм в місті Гребінка Полтавської області.

## Історія
На місці сучасної церкви на початку XVII століття знаходилась дерев'яна церква, збудована коштом лубенського полковника Леонтія Свічки. В 1810 році замість неї була зведена вже кам'яна церква поміщиком І.А.Горбовським, яка вирізнялась своєрідною кладкою та оздобленням. Храм був зруйнований в 1930-ті роки радянською владою. За відсутності церкви міщани відвідували інші храми області, а пізніше створили молитовний будинок і збирали кошти на будівництво власної церкви.
В 1990-их роках був закладений підмурок, і одразу до Гребінки був направлений священик Стефан Худик, який закінчив духовну семінарію в Загорську та служив у Свято-Макаріївському кафедральному соборі Полтави та парафії Великобагачанського району. Церква будувалась за рахунок допомоги місцевих підприємств та організацій всього району, окрім того пожертвування виділяли і самі парафіяни. Коли закінчення підходило кінця 11 листопада 1996 року на 11-ій позачерговій сесії районної ради було прийняте рішення передати храм та господарські споруди у комунальну власність.
Відкриття церкви відбулось 13 вересня 1998 року. Вона була освячена та проведена відповідна літургія. В освячені брали участь митрополит Полтавський та Кременчуцький Феодосій, митрофорні протоєреї Полтави, священнослужителі окружних парафій, хор Свято-Макаріївського кафедрального собору, гості міста.
Іконостас церкви виготовлений коштом благодійника Григорія Ковальова навесні 2001 року, про що вказує іменна табличка.